# Annual Burn Out Championship
Het Annual Burn Out Championship (jaarlijks burnoutkampioenschap) is een wedstrijd tijdens de Grand Prix van Laguna Seca (USA), waarbij iedereen met een standaardmotorfiets en profielbanden een of meer burnouts kan maken.
Het publiek bepaalt wie de beste is. De wedstrijd wordt georganiseerd om te voorkomen dat de GP-bezoekers de straten van Monterey of de snelweg onveilig maken met wheelies en burnouts.